# Euchroea desmaresti
Euchroea desmaresti är en skalbaggsart som beskrevs av Hippolyte Louis Gory och Achille Rémy Percheron 1833. Euchroea desmaresti ingår i släktet Euchroea och familjen Cetoniidae. Inga underarter finns listade i Catalogue of Life.